# Vanity 6
Vanity 6 was een Amerikaans vrouwelijk trio, dat begin jaren tachtig van de 20e eeuw door Prince werd opgericht. Ze brachten slechts één album uit waarna de groep in gewijzigde samenstelling verderging als Apollonia 6.

## Biografie
In 1981 vertelde Prince over zijn idee aan zijn vrienden en bekenden Susan Moonsey, Brenda Bennett en Jamie Shoop over het oprichten van een zangtrio onder de naam The Hookers. Naar het idee van Prince zouden ze optreden in lingerie, en zingen over zaken als seksuele fantasie. Het trio nam enkele demo's op, tot Prince in 1982 Denise Matthews tegen het lijf liep, een naaktmodel en B-actrice. Zij speelde onder meer in Action Jackson. Prince zag in haar de perfecte frontdame voor dit project. Shoop verliet de groep, en Matthews verwierp het idee om zich de artiestennaam Vagina te geven, en gebruikte in plaats daarvan Vanity.
Dit nieuwe trio werd Vanity 6 genaamd, waar de zes het aantal borsten van het trio voorstelde. Hun eerste single Nasty Girl van november 1982 werd in Nederland gelijk een grote hit in de destijds drie landelijke hitlijsten op de nationale publieke popzender Hilversum 3; met een 5e positie in de Nederlandse Top 40, de 7e positie in de Nationale Hitparade en een 8e positie in de TROS Top 50.  
In België bereikte deze plaat de 11e positie in de voorloper van de Vlaamse Ultratop 50 en de 9e positie in de Vlaamse Radio 2 Top 30.
De opvolger He's so dull (januari 1983) kwam in Nederland niet verder dan de Tipparade. 
Inaya Day heeft in 2005 Nasty Girl in een house-versie (plaats 32 in de Top 40) uitgebracht en werd Dancesmash op Radio 538.
In 1983 zou Vanity (Matthews) samen met Prince in de film Purple Rain spelen; ze had zich op haar rol voorbereid en de demoversie opgenomen van Sex Shooter, maar vlak voor de opnamen van de film verliet ze Prince. Vanity werd zowel in de film als bij Vanity 6 vervangen door Patricia Kotero (artiestennaam: Apollonia); het nieuwe trio werd omgedoopt tot Apollonia 6 en scoorde in 1984 met hun versie van Sex Shooter.
Denise Matthews bekeerde zich in 1994 tot het christendom om daarmee haar turbulente verleden af te zweren. Ze overleed op maandag 15 februari 2016 in Californië aan een nierziekte. Ze werd 57 jaar.

## Discografie

### Albums
- Vanity 6 (1982)

### Singles
- Nasty Girl (1982)
- He's So Dull (1982)
- Drive Me Wild (1982)

## Trivia
- Op het Amerikaanse album/LP (Warner Bros. Records 1-23716) stond geen A- en B-kant, maar kant 1 en kant 6.
- Leden van de groep deden ook achtergrondzang op albums van Prince.